# Церква святого Климентія папи
Церква святого Климентія папи — греко-католицький храм у Львові. Колишній костел і монастир кармеліток босих. Збудований у 1893—1895 роках за проєктом німецького архітектора Франца Штатца.

## Історія
Весь монастирський комплекс, включно з храмом було споруджено в 1893—1895 роках архітектором Іваном Левинським за проєктом Франца Штатца для чернечого ордену кармеліток босих. Іваном Левинським проєкт неоготичного костелу було доопрацьовано (пристосовано до умов ділянки). 1895 року Юліан Захаревич виконав проєкт головного і двох бічних вівтарів у неоготичному стилі. Скульптори Антон Попель і Тадеуш Сокульський реалізували його протягом 1895—1898 років.
1939 року радянська влада розмістила тут відділ НКВС, за німецької окупації — Гестапо. 1943 року на терені монастирського саду та цвинтаря окупанти розстрілювали італійських військовополонених, яких було інтерновано після капітуляції Італії та відмови італійців воювати на боці Німеччини. 
Від закінчення війни, й до 1952 року, у будівлях монастиря розміщувався охоронний полк НКВС-МВС. Згодом охоронний полк було перебазовано на південні околиці Львова, а колишній монастирський комплекс надійшов у розпорядження міської АТС. У 1960-х роках під час ремонтно-будівельних робіт тут знаходили рештки репресованих. Будівлю храму львівська дирекція «Укртелекому» використовувала як операційну залу для розрахунків та обслуговування клієнтів.
Починаючи з 1996 року громада церкви Святого Климентія боролася за повернення храму і використання його для богослужінь. Рішенням від 29 вересня 2011 року депутати Львівської міської ради передали храм із комунальної власності у власність громади.

## Світлини

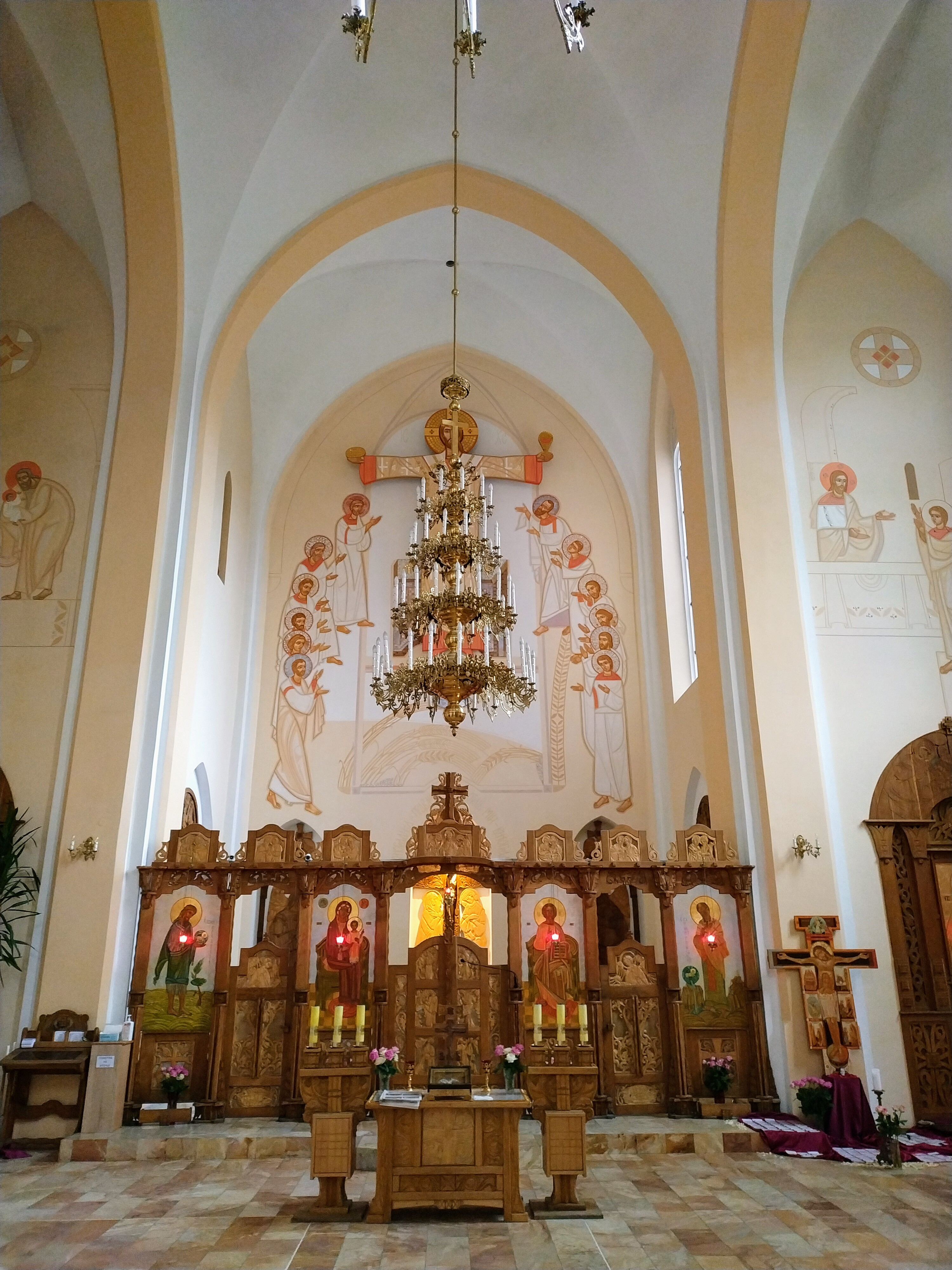
Головний вівтар
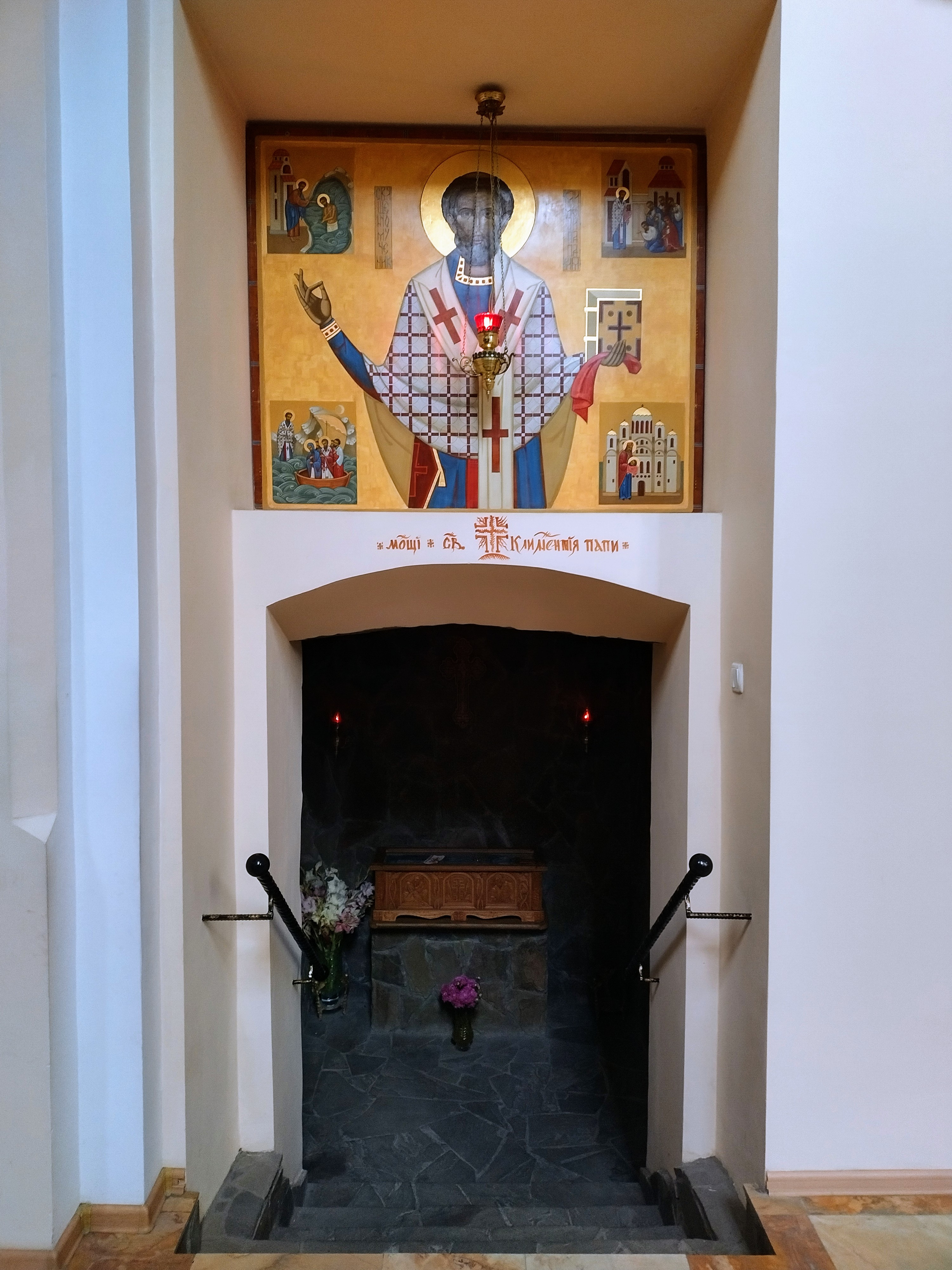
Крипта з мощами Святого Папи Римського
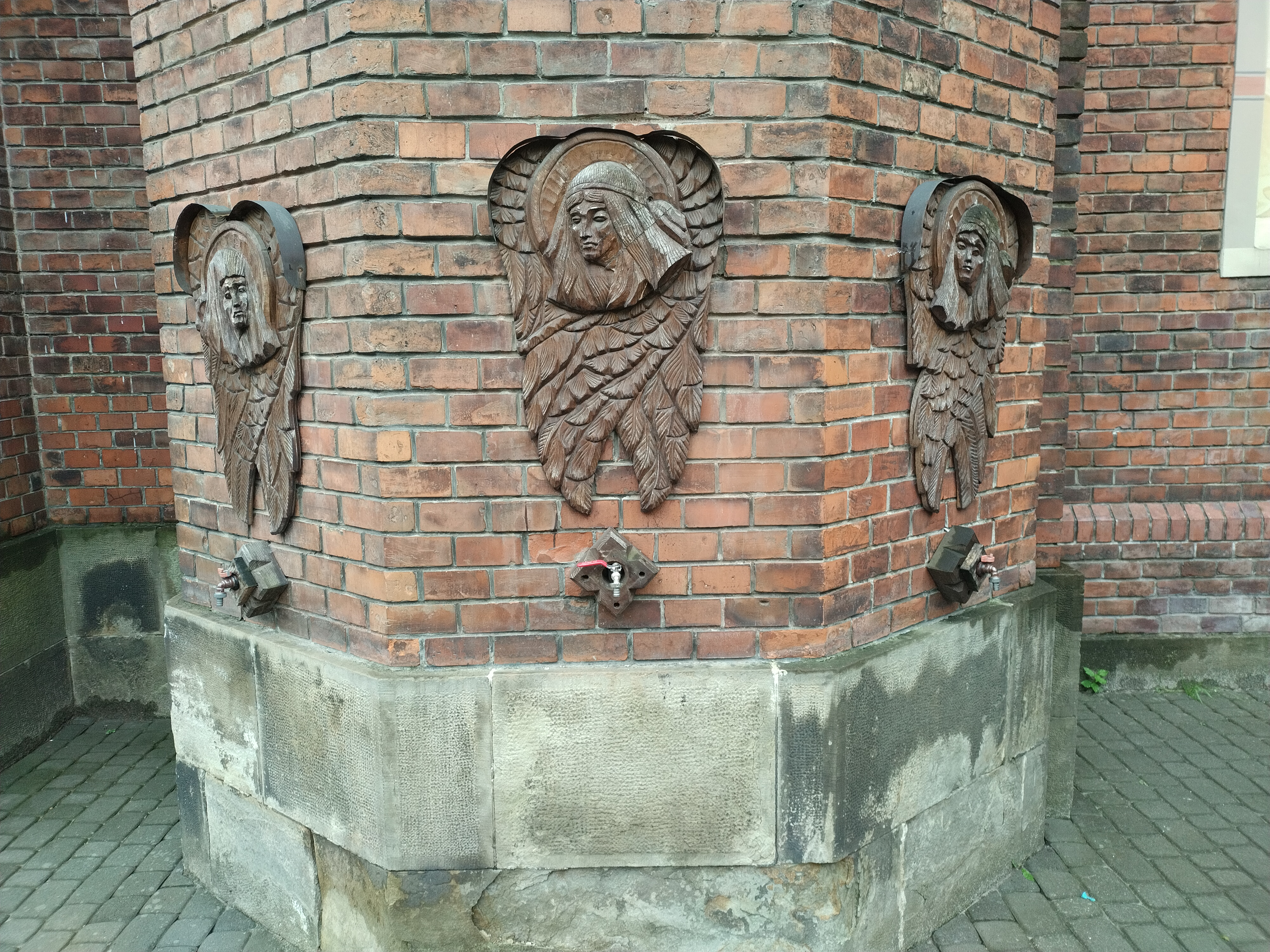
Джерельця Святої води